# Brampton Street
Brampton Street – wieś w Anglii, w hrabstwie Suffolk. Leży 44 km na północny wschód od miasta Ipswich i 150 km na północny wschód od Londynu.